# Szexuálterapeuta

## Szexuálterapeuta
Magyarországon nincs érvényben olyan jogszabály, amely meghatároz szexuálterapeuta végzettséget vagy címet. Ezért hivatalosan nincs ilyen tevékenység. Az egészségügyi törvény értelmében szexuális problémák kezeléséhez, akár testi vagy lelki vonatkozásban, orvosi vagy pszichológusi diploma szükséges. Szexuális problémával kapcsolatos terápiás tevékenységet jogszerűen csak orvos vagy pszichológus végezhet.
Az egészségügyi törvény egyértelműen egészségügyi végzettséghez köti a gyógyító tevékenységet.
Ugyanakkor szexuálterápiának nevezhetjük azokat a tevékenységeket, melynek során pszichológus, szexuálpszichológus, pszichoterapeuta, pszichiáter vagy egyéb szakorvos, a saját kompetenciáinak mentén, szexuális problémák kapcsán terápiás vagy tanácsadó tevékenységet végez.

## SOTE posztgraduális szexuálterapeuta képzés
2011-tól 2020-ig működött a SOTE-re hivatkozva úgynevezett "szexuálterapeuta" képzés.
A képzés 2020-ban botrányos körülmények között szűnt meg, mert a hallgatók számos dolgot sérelmeztek, amelynek nyomán a SOTE közleményben elhatárolódott a képzéstől, ebben az egyetem kijelentette, hogy a képzés jogsértően működött, a képzés által kiadott diplomák nem érvényesek, az arra való hivatkozás törvénysértő. A képzést szervezők ellen feljelentést tettek, majd 2024-ben ítélet született, amelyben bíróság a bűntetőeljárásban 16 rendbeli csalás miatt a képzés vezetőjére szabadságvesztést és vagyonelkobzást szabott ki, a megtévesztett hallgatók felé pedig kártérítés megfizetését rendelte el.

### Jogi problémák
A Semmelweis Egyetem közleményében a szexuálterapeuta képzésről az alábbiakat fogalmazta meg:
- A SOTE által kiadott szexuálterapeuta végzettségre hivatkozni és az alapján praktizálni jogsértő.
- A képzés továbbképző tanfolyam, amely pszichiáterek és pszichológusok részére szólt, önmagában nem jogosít tevékenységre vagy cím használatára.
- A tanfolyam nem minősül felsőfokú képzésnek és nem is ad ilyen végzettséget.
- Az egyetem nem vett részt a tanfolyam szervezésében és lebonyolításában.
- Az egyetem nem adott felhatalmazást az egyetem nevének, címerének használatára és az egyetem nevében "diploma" kiadására sem.
- Mindenki okirat, amely "diploma" és amely tartalmazza a Semmelweis Egyetem nevét, címerét vagy bármilyen módon az egyetemre utal, az jogsértően került kiadásra, így annak bármilyen felhasználása törvénytelen.
- A képzés során, az egyetem nevében kiadott "diplomák" megtévesztőek, mert azt a látszatot keltik, hogy az egyetemnek ahhoz bármilyen köze van és azt is sugallja, hogy a résztvevőket feljogosítja cím használatára vagy szexuálterápiás tevékenységre, miközben egyik sem igaz.

Az egyetem felszólította a képzőhelyet, hogy a kiadott "diplomákat" vonja  vissza és tájékoztassa az érintetteket. Ezen felül az egyetem minden szerződését megszűntetett a képző Kft-vel.
Aki az egyetemre vagy a képzés során szerzett szexuálterapeuta címre hivatkozik, jogsértést követ el.

### Szakmai problémák
A résztvevők szakmai aggályai a képzés kapcsán
A képzést bárki elvégezhette, így orvosi vagy pszichológiai végzettség nélkül, így minden szükséges alapképzettség nélküli pornószínésznői is, aki utána szexuálterapeutaként hivatkozott magára. A résztvevők szerint az oktatás során leginkább általános iskolai tananyagot adtak elő az oktatók és egyetemi szintű képzés nem történt. A résztvevők közül sokan a képzésen kapott diplomával akarták validálni az önjelölt gyógyítói tevékenységüket.
A képzés szervezőjének álláspontja a felmerült problémákkal kapcsolatosan
A képzés orvosoknak és pszichológusoknak szóló továbbképzés volt. A képzés mindenkinek nyitott volt bármilyen diplomával. A képzés nem jogosítja fel a résztvevőket gyógyító, diagnosztikai vagy szakértői tevékenységre. Az egyetem engedélye nélkül is adhattak ki diplomát, mert a felsőoktatási törvény nem ismeri a diploma kifejezést, ezért nem jogsértő ha bárkinek diplomát adtak. Nem állították, hogy az általuk kiadott diploma felsőfokú végzettséget jelent és azt sem, hogy egyetemi képzést, csupán azt, hogy az egyetem támogatásával jött létre.

### A képzés nem jogosít semmire
A feljelentést tevő hallgatók, a Semmelweis Egyetem és a képzés vezetője is, hogy a képzés nem ad felsőfokú végzettséget és nem jogosít fel gyógyító, diagnosztikai vagy szakértői tevekénységre sem pedig szexuális problémák kezelésére. A bíróság ítéletében a képzés vezetőjét csalás bűntettében bűnösnek találta.